# Pepê
Eduardo Gabriel Aquino Cossa (ur. 24 lutego 1997 w Foz do Iguaçu) – brazylijski piłkarz pochodzenia włoskiego i paragwajskiego występujący na pozycji skrzydłowego, bocznego lub ofensywnego pomocnika w portugalskim klubie FC Porto. Posiada również obywatelstwo włoskie. Wychowanek Foz do Iguaçu, w trakcie swojej kariery grał także w takich zespołach, jak Coritiba oraz Grêmio. Młodzieżowy reprezentant Brazylii.